# 23 coltellate
23 coltellate è un singolo del rapper italiano Highsnob, pubblicato il 31 maggio 2019.

## Descrizione
Il brano vede la collaborazione del rapper MamboLosco.

## Tracce
1. 23 coltellate (feat. MamboLosco) – 2:36